# Kosowinowe Oczko
Kosowinowe Oczko – niewielki staw znajdujący się w Dolinie Pyszniańskiej, będącej górnym odgałęzieniem Doliny Kościeliskiej w Tatrach Zachodnich. Znajduje się w części tej doliny zwanej Siwymi Sadami, na wysokości 1527 m n.p.m. Stawek powstał w zagłębieniu terenu pomiędzy morenami dennymi. Ma rozmiar 6,5 × 2 m i głębokość 0,6 m, znajduje się wśród gęstych zarośli kosodrzewiny, na zachód od ścieżki prowadzącej na Pyszniańską Przełęcz. Jego nazwa pochodzi od gwarowej nazwy kosodrzewiny (kosowina).
Staw znajduje się w obszarze ochrony ścisłej „Pyszna, Tomanowa, Pisana” i jest niedostępny turystycznie.